# 天主教烏穆阿希亞教區
天主教乌穆阿希亚教區 （拉丁語：Dioecesis Umuahiana）是尼日利亞一個羅馬天主教教區，屬阿布賈總教區。
貝努埃宗座監牧區於1958年6月23日成立。現任教區主教為路啟·伊韋朱魯·烏戈爾吉，輔理主教為彌額爾·卡盧·奧克龐。